# Cordobilla
Cordobilla es una localidad española del municipio de Puente Genil, perteneciente a la provincia de Córdoba, en la comunidad autónoma de Andalucía. La población se encuentra ubicada en el extremo sur del término municipal, junto al embalse de Cordobilla.

## Historia
Esta población fue creada por iniciativa del Instituto Nacional de Colonización, estando situada dentro del término municipal de Puente Genil. La nueva localidad se levantó parcialmente sobre la finca «Cordobilla», propiedad de la vizcondesa de Rochefoucault, que fue expropiada por las autoridades para tal fin. El diseño del poblado corrió a cargo del arquitecto Manuel Jiménez Varea, cuyo proyecto es de 1964. Las viviendas y edificios principales fueron construidos algún tiempo después, tras lo cual se instalaron los primeros colonos.

## Patrimonio
- Ermita de San Isidro Labrador.[4]